# Chionaema melanochlorus
Chionaema melanochlorus là một loài bướm đêm thuộc phân họ Arctiinae, họ Erebidae.